# Liste des îles d'Écosse
L'Écosse possède plus de 790 îles dont une centaine seulement sont habitées. La plupart se situe dans quatre archipels : les Shetland, les Orcades, les Hébrides, sous-divisées en Hébrides intérieures et Hébrides extérieures. Il existe aussi des groupes d'îles dans les estuaires Firth of Clyde, Firth of Forth, et Solway Firth, et de petites îles dans les nombreux lacs d'eau douce d'Écosse.

## Liste des vingt principales îles par superficie
Environ 200 îles ont une superficie supérieure à 40 hectares (0,4 km2)
|    | Île                 | Superficie (km²) |
| -- | ------------------- | ---------------- |
| 1  | Lewis et Harris     | 2 225,30         |
| 2  | Skye                | 1 666,08         |
| 3  | Mainland (Shetland) | 968,79           |
| 4  | Mull                | 899,25           |
| 5  | Islay               | 614,52           |
| 6  | Mainland (Orcades)  | 532,25           |
| 7  | Arran               | 435,32           |
| 8  | Jura                | 370,35           |
| 9  | North Uist          | 351,49           |
| 10 | South Uist          | 332,45           |

|    | Île       | Superficie (km²) |
| -- | --------- | ---------------- |
| 11 | Yell      | 212,11           |
| 12 | Hoy       | 134,58           |
| 13 | Bute      | 122,17           |
| 14 | Unst      | 120,68           |
| 15 | Rùm       | 104,63           |
| 16 | Benbecula | 82,03            |
| 17 | Tiree     | 78,34            |
| 18 | Coll      | 76,85            |
| 19 | Raasay    | 64,05            |
| 20 | Barra     | 58,75            |

La plus grande île en eau douce est Inchmurrin située dans le Loch Lomond. Elle a une superficie de 1,20 km2

## Liste des îles habitées par nombre d'habitants
Il y a une centaine d'îles habitées en Écosse regroupant 103 702 résidents permanents au dernier recensement de 2011 en accroissement de 4 % par rapport au précédent recensement de 2001. Les îliens représentent environ 2 % de la population écossaise.
|    | Île                 | Council area        | Population (1981) | Population (1991) | Population (2001) | Population (2011) |
| -- | ------------------- | ------------------- | ----------------- | ----------------- | ----------------- | ----------------- |
| 1  | Lewis et Harris     | Na h-Eileanan Siar  | 22 476            | 21 737            | 19 918            | 21 035            |
| 2  | Mainland (Shetland) | Shetland            | 17 555            | 17 596            | 17 550            | 18 765            |
| 3  | Mainland (Orcades)  | Orcades             | 14 000            | 15 123            | 15 315            | 17 162            |
| 4  | Skye                | Highland            | 7 269             | 8 843             | 9 232             | 10 008            |
| 5  | Bute                | Argyll and Bute     | 7 306             | 7 354             | 7 149             | 6 498             |
| 6  | Arran               | North Ayrshire      | 3 845             | 4 474             | 5 058             | 4 629             |
| 7  | Islay               | Argyll and Bute     | 3 792             | 3 538             | 3 457             | 3 228             |
| 8  | Mull                | Argyll and Bute     | 2 197             | 2 678             | 2 667             | 2 800             |
| 9  | South Uist          | Na h-Eileanan Siar  | 2 231             | 2 106             | 1 818             | 1 754             |
| 10 | Great Cumbrae       | North Ayrshire      | 1 300             | 1 393             | 1 434             | 1 376             |
| 11 | North Uist          | Na h-Eileanan Siar  | 1 399             | 1 404             | 1 271             | 1 245             |
| 12 | Benbecula           | Na h-Eileanan Siar  | 1 869             | 1 771             | 1 219             | 1 303             |
| 13 | Barra               | Na h-Eileanan Siar  | 1 264             | 1 244             | 1 078             | 1 174             |
| 14 | Whalsay             | Shetland            | 1 031             | 1 041             | 1 034             | 1 061             |
| 15 | Yell                | Shetland            | 1 191             | 1 075             | 957               | 966               |
| 16 | South Ronaldsay     | Orcades             | 891               | 943               | 854               | 909               |
| 17 | Tiree               | Argyll and Bute     | 757               | 768               | 770               | 653               |
| 18 | Burra Ouest         | Shetland            | 806               | 857               | 753               | 776               |
| 19 | Unst                | Shetland            | 1 140             | 1 055             | 720               | 652               |
| 20 | Westray             | Orcades             | 701               | 704               | 563               | 588               |
| 21 | Seil                | Argyll and Bute     | 424               | 506               | 560               | 551               |
| 22 | Sanday              | Orcades             | 525               | 533               | 478               | 494               |
| 23 | Hoy                 | Orcades             | 461               | 450               | 392               | 419               |
| 24 | Bressay             | Shetland            | 334               | 352               | 384               | 368               |
| 25 | Burray              | Orcades             | 283               | 363               | 357               | 409               |
| 26 | Stronsay            | Orcades             | 420               | 382               | 343               | 349               |
| 27 | Scalpay             | Na h-Eileanan Siar  | 455               | 382               | 322               | 291               |
| 28 | Shapinsay           | Orcades             | 329               | 322               | 300               | 307               |
| 29 | Great Bernera       | Na h-Eileanan Siar  | 278               | 262               | 233               | 252               |
| 30 | Luing               | Argyll and Bute     | 157               | 179               | 212               | 195               |
| 30 | Rousay              | Orcades             | 209               | 217               | 212               | 216               |
| 32 | Grimsay             | Na h-Eileanan Siar) | 204               | 215               | 201               | 169               |
| 33 | Raasay              | Highland            | 152               | 163               | 192               | 161               |
| 34 | Jura                | Argyll and Bute     | 228               | 196               | 188               | 196               |
| 35 | Coll                | Argyll and Bute     | 131               | 172               | 164               | 195               |
| 36 | Lismore             | Argyll and Bute     | 129               | 140               | 146               | 192               |
| 37 | Berneray            | Na h-Eileanan Siar  | 133               | 141               | 136               | 138               |
| 38 | Eriskay             | Na h-Eileanan Siar  | 201               | 179               | 133               | 143               |
| 38 | Trondra             | Shetland            | 93                | 117               | 133               | 135               |
| 40 | Iona                | Argyll and Bute     | 122               | 130               | 125               | 177               |
| 41 | Eday                | Orcades             | 147               | 166               | 121               | 160               |
| 42 | Gigha               | Argyll and Bute     | 153               | 143               | 110               | 163               |
| 43 | Colonsay            | Argyll and Bute     | 133               | 98                | 108               | 124               |
| 44 | Muckle Roe          | Shetland            | 99                | 115               | 104               | 130               |
| 45 | Vatersay            | Na h-Eileanan Siar  | 107               | 72                | 94                | 90                |
| 46 | Fetlar              | Shetland            | 101               | 90                | 86                | 61                |
| 47 | Flotta              | Orcades             | 178               | 126               | 81                | 80                |
| 48 | North Ronaldsay     | Orcades             | 109               | 92                | 70                | 72                |
| 49 | Fair Isle           | Shetland            | 58                | 67                | 69                | 68                |
| 50 | Eigg                | Highland            | 64                | 69                | 67                | 83                |
| 51 | Burra Est           | Shetland            | 78                | 72                | 66                | 76                |
| 52 | Papa Westray        | Orcades             | 92                | 85                | 65                | 90                |
| 53 | Easdale             | Argyll and Bute     | 32                | 41                | 58                | 59                |
| 54 | Housay              | Shetland            | 49                | 58                | 50                | 50                |
| 55 | Baleshare           | Na h-Eileanan Siar  | 67                | 55                | 49                | 58                |
| 56 | Kerrera             | Argyll and Bute     | 38                | 39                | 42                | 34                |
| 57 | Egilsay             | Orcades             | 23                | 46                | 37                | 26                |
| 58 | Foula               | Shetland            | 39                | 40                | 31                | 38                |
| 59 | Muck                | Highland            | 20                | 24                | 30                | 27                |
| 60 | Bruray              | Shetland            | 33                | 27                | 26                | 24                |
| 61 | Papa Stour          | Shetland            | 33                | 33                | 25                | 15                |
| 62 | Rùm                 | Highland            | 17                | 26                | 22                | 22                |
| 63 | Graemsay            | Orcades             | 21                | 27                | 21                | 28                |
| 64 | Grimsay             | Na h-Eileanan Siar  | 11                | 24                | 19                | 20                |
| 65 | Wyre                | Orcades             | 21                | 28                | 18                | 29                |
| 66 | Ulva                | Argyll and Bute     | 13                | 30                | 16                | 11                |
| 67 | Île d'Ewe           | Highland            | 11                | 12                | 12                | 7                 |
| 68 | Flodda              | Na h-Eileanan Siar  | 7                 | 8                 | 11                | 7                 |
| 69 | Papa Stronsay       | Orcades             | 0                 | 0                 | 10                | 0                 |
| 69 | Scalpay             | Highland            | 6                 | 7                 | 10                | 4                 |
| 71 | Eilean Shona        | Highland            | 12                | 9                 | 9                 | 2                 |
| 72 | Erraid              | Argyll and Bute     | 0                 | 0                 | 8                 | 6                 |
| 73 | Lunga               | Argyll and Bute     | 10                | 3                 | 7                 | 0                 |
| 73 | Soay                | Highland            | 8                 | 14                | 7                 | 1                 |
| 75 | Canna               | Highland            | 11                | 20                | 6                 | 12                |
| 75 | Sanday              | Highland            | 7                 | 0                 | 6                 | 9                 |
| 77 | Auskerry            | Orcades             | 0                 | 0                 | 5                 | 4                 |
| 77 | Danna               | Argyll and Bute     | 7                 | 1                 | 5                 | 1                 |
| 77 | Gometra             | Argyll and Bute     | 4                 | 0                 | 5                 | 2                 |
| 77 | Oronsay             | Argyll and Bute     | 3                 | 8                 | 5                 | 8                 |
| 77 | Tanera Mòr          | Highland            | 8                 | 0                 | 5                 | 4                 |
| 82 | Gairsay             | Orcades             | 6                 | 3                 | 3                 | 3                 |
| 83 | Davaar              | Argyll and Bute     | 4                 | 0                 | 2                 | 0                 |
| 83 | Eilean Bàn          | Highland            | 2                 | 0                 | 2                 | 0                 |
| 83 | Vaila               | Shetland            | 0                 | 1                 | 2                 | 2                 |
| 86 | South Rona          | Highland            | 3                 | 0                 | 1                 | 3                 |
| 86 | Eilean Donan        | Highland            | 0                 | 0                 | 1                 | 0                 |
| 86 | Sanda               | Argyll and Bute     | 0                 | 0                 | 1                 | 0                 |
| 86 | Shuna               | Argyll and Bute     | 7                 | 1                 | 1                 | 3                 |

## Liste des îles inhabitées par ordre alphabétique
| Nom                   | Groupe d'îles / Situation |
| --------------------- | ------------------------- |
| Ailsa Craig           | Firth of Clyde            |
| Ascrib Islands        | Hébrides intérieures      |
| Bac Mòr               | Îles Treshnish            |
| Baile Sear            | Hébrides extérieures      |
| Balta                 | Shetland                  |
| Bass Rock             | Firth of Forth            |
| Belnahua              | Slate Islands             |
| Bigga                 | Shetland                  |
| Bottle Island         | Summer Isles              |
| Boreray               | Saint-Kilda               |
| Boreray               | Hébrides extérieures      |
| Bradastac             | Hébrides extérieures      |
| Brother Isle          | Shetland                  |
| Brough Holm           | Shetland                  |
| Îles Burnt            | Firth of Clyde            |
| Cairn na Burgh Beag   | Îles Treshnish            |
| Cairn na Burgh Mòr    | Îles Treshnish            |
| Calf of Eday          | Orcades                   |
| Calf of Flotta        | Orcades                   |
| Calve Island          | Hébrides intérieures      |
| Calvay                | Hébrides extérieures      |
| Campay                | Hébrides extérieures      |
| Île Cara              | Hébrides intérieures      |
| Carna                 | Hébrides intérieures      |
| Cava                  | Orcades                   |
| Ceann Ear             | Monach Islands            |
| Ceann Iar             | Monach Islands            |
| Cearstaigh            | Hébrides extérieures      |
| Clett (Skye)          | Hébrides intérieures      |
| Clett (Thurso)        | Hébrides intérieures      |
| Clettack Skerry       | Pentland Skerries         |
| Coll                  | Hébrides extérieures      |
| Copinsay              | Orcades                   |
| Corn Holm             | Orcades                   |
| Craigleith            | Firth of Forth            |
| Cramond               | Firth of Forth            |
| Craro                 | Hébrides intérieures      |
| Crowlin Islands       | Hébrides intérieures      |
| Damsay                | Orcades                   |
| Deasker               | Monach Islands            |
| Dore Holm             | Shetland                  |
| Dubh Artach           | Hébrides intérieures      |
| Dùn                   | Saint-Kilda               |
| Dùn Chonnuill         | Garvellachs               |
| East Linga            | Shetland                  |
| Eileach an Naoimh     | Garvellachs               |
| Eilean Chaluim Chille | Hébrides extérieures      |
| Eilean Chathastail    | Hébrides intérieures      |
| Eilean Dubh           | Firth of Clyde            |
| Eilean Dubh           | Summer Isles              |
| Eilean Dubh Mòr       | Hébrides intérieures      |
| Eilean Fladday        | Hébrides intérieures      |
| Eilean Uibhard        | Hébrides extérieures      |
| Eilean Macaskin       | Hébrides intérieures      |
| Eilean Mullagrach     | Summer Isles              |
| Eilean nan Ròn        | Highland                  |
| Eilean Rìgh           | Hébrides intérieures      |
| Eilean Tigh           | Hébrides intérieures      |
| Eileanan Iasgaich     | Hébrides extérieures      |
| Ensay                 | Hébrides extérieures      |
| Eorsa                 | Hébrides intérieures      |
| Eyebroughy            | Firth of Forth            |
| Eynhallow             | Orcades                   |
| Fara                  | Orcades                   |
| Faray                 | Orcades                   |
| Fiaray                | Hébrides extérieures      |
| Fidra                 | Firth of Forth            |
| Fish Holm             | Shetland                  |
| Fladda                | Slate Islands             |
| Fladda                | Îles Treshnish            |
| Floday                | Hébrides extérieures      |
| Flodday (Barra)       | Hébrides extérieures      |
| Flodday (Vatersay)    | Hébrides extérieures      |
| Floddaybeg            | Hébrides extérieures      |
| Floddaymore           | Hébrides extérieures      |
| Fuday                 | Hébrides extérieures      |
| Fuiay                 | Hébrides extérieures      |
| Garbh Eileach         | Garvellachs               |
| Garbh Sgeir           | Hébrides intérieures      |
| Gigalum Island        | Hébrides intérieures      |
| Gighay                | Hébrides extérieures      |
| Gilsay                | Hébrides extérieures      |
| Glas-leac Beag        | Summer Isles              |
| Glas-leac Mòr         | Summer Isles              |
| Glimps Holm           | Orcades                   |
| Gloup Holm            | Shetland                  |
| Glunimore             | Firth of Clyde            |
| Grif Skerry           | Shetland                  |
| Groay                 | Hébrides extérieures      |
| Île Gruinard          | Highland                  |
| Grunay                | Skerries extérieures      |
| Gruney                | Shetland                  |
| Gunna                 | Hébrides intérieures      |
| Haaf Gruney           | Shetland                  |
| Handa                 | Highland                  |
| Harlosh               | Hébrides intérieures      |
| Hascosay              | Shetland                  |
| Hearnish              | Monach Islands            |
| Helliar Holm          | Orcades                   |
| Hellisay              | Hébrides extérieures      |
| Hermetray             | Hébrides extérieures      |
| Île Hestan            | Solway Firth              |
| Hildasay              | Shetland                  |
| Hirta                 | Saint-Kilda               |
| Holm of Faray         | Orcades                   |
| Holm of Huip          | Orcades                   |
| Holm of Papay         | Orcades                   |
| Holm of Scockness     | Orcades                   |
| Holy Isle             | Firth of Clyde            |
| Horse Island          | Small Isles               |
| Horse Island          | Summer Isles              |
| Horse Isle            | Firth of Clyde            |
| Hunda                 | Orcades                   |
| Huney                 | Shetland                  |
| Hyskeir               | Hébrides intérieures      |
| Inchcolm              | Firth of Forth            |
| Inchgarvie            | Firth of Forth            |
| Inchkeith             | Firth of Forth            |
| Inch Kenneth          | Hébrides intérieures      |
| Inchmarnock           | Firth of Clyde            |
| Inchmickery           | Firth of Forth            |
| Isay                  | Hébrides intérieures      |
| Isbister Holm         | Shetland                  |

| Nom                       | Groupe d'îles / Situation |
| ------------------------- | ------------------------- |
| Kili Holm                 | Orcades                   |
| Killegray                 | Hébrides extérieures      |
| Kirkibost                 | Hébrides extérieures      |
| Kisimul                   | Hébrides extérieures      |
| Lady's Holm               | Shetland                  |
| Lady Isle                 | Firth of Clyde            |
| Lamba                     | Shetland                  |
| Lamb Holm                 | Orcades                   |
| The Lamb (ou Lamb Island) | Firth of Forth            |
| Linga (Muckle Roe)        | Shetland                  |
| Linga (Shetland Mainland) | Shetland                  |
| Linga (Yell)              | Shetland                  |
| Linga Holm                | Orcades                   |
| Lingay (Harris)           | Hébrides extérieures      |
| Lingay (North Uist)       | Hébrides extérieures      |
| Little Bernera            | Hébrides extérieures      |
| Little Colonsay           | Hébrides intérieures      |
| Little Cumbrae            | Firth of Clyde            |
| Little Roe                | Shetland                  |
| Little Skerry             | Pentland Skerries         |
| Longa                     | Highland                  |
| Longay                    | Hébrides intérieures      |
| Louther Skerry            | Pentland Skerries         |
| Lunga                     | Îles Treshnish            |
| Lunna Holm                | Shetland                  |
| Martin                    | Summer Isles              |
| May                       | Firth of Forth            |
| Mealasta                  | Hébrides extérieures      |
| Mingay                    | Hébrides intérieures      |
| Mingulay                  | Hébrides extérieures      |
| Mooa                      | Shetland                  |
| Moul of Eswick            | Shetland                  |
| Mousa                     | Shetland                  |
| Muckle Flugga             | Shetland                  |
| Muckle Green Holm         | Orcades                   |
| Muckle Ossa               | Shetland                  |
| Muckle Skerry             | Pentland Skerries         |
| Mugdrum                   | Firth of Tay              |
| Muldoanich                | Hébrides extérieures      |
| Nista                     | Shetland                  |
| North Havra               | Shetland                  |
| North Rona                | Océan Atlantique          |
| Noss                      | Shetland                  |
| Oldany                    | Highland                  |
| Opsay                     | Hébrides extérieures      |
| Orfasay                   | Shetland                  |
| Ornsay                    | Hébrides intérieures      |
| Oronsay                   | Hébrides extérieures      |
| Orosay                    | Hébrides extérieures      |
| Orsay                     | Hébrides intérieures      |
| Out Stack                 | Shetland                  |
| Oxna                      | Shetland                  |
| Pabay                     | Hébrides intérieures      |
| Pabay Mór                 | Hébrides extérieures      |
| Pabbay (Barra)            | Hébrides extérieures      |
| Pabbay (Harris)           | Hébrides extérieures      |
| Papa                      | Shetland                  |
| Papa Little               | Shetland                  |
| Pladda                    | Firth of Clyde            |
| Priest                    | Summer Isles              |
| Ristol                    | Summer Isles              |
| Ronay                     | Hébrides extérieures      |
| Rough                     | Solway Firth              |
| Rusk Holm                 | Orcades                   |
| Rysa Little               | Orcades                   |
| Saint-Ninian              | Shetland                  |
| Samphrey                  | Shetland                  |
| Sanday                    | Small Isles               |
| Sandray                   | Hébrides extérieures      |
| Scaravay                  | Hébrides extérieures      |
| Scarba                    | Hébrides intérieures      |
| Scarp                     | Hébrides extérieures      |
| Scotasay                  | Hébrides extérieures      |
| Seaforth                  | Hébrides extérieures      |
| Sgat Beag                 | Firth of Clyde            |
| Sgat Mòr                  | Firth of Clyde            |
| Sgeir Cùl an Rubha        | Hébrides extérieures      |
| Sheep Island              | Firth of Clyde            |
| Shiant Isles              | Hébrides extérieures      |
| Shillay                   | Hébrides extérieures      |
| Shillay                   | Monach Islands            |
| Shuna                     | Slate Islands             |
| Skerryvore                | Hébrides intérieures      |
| Soay                      | Saint-Kilda               |
| Soay Beag                 | Hébrides extérieures      |
| Soay Mòr                  | Hébrides extérieures      |
| Sound Gruney              | Shetland                  |
| South Havra               | Shetland                  |
| South Isle of Gletness    | Shetland                  |
| Staffa                    | Hébrides intérieures      |
| Stac Dona                 | Hébrides extérieures      |
| Stockay                   | Monach Islands            |
| Stockinish                | Hébrides extérieures      |
| Stroma                    | Highland                  |
| Stromay                   | Hébrides extérieures      |
| Stuley                    | Hébrides extérieures      |
| Sula Sgeir                | Océan Atlantique          |
| Sule Skerry               | Océan Atlantique          |
| Sule Stack                | Océan Atlantique          |
| Sursay                    | Hébrides extérieures      |
| Sweyn Holm                | Orcades                   |
| Switha                    | Orcades                   |
| Swona                     | Orcades                   |
| Tahay                     | Hébrides extérieures      |
| Tanera Beag               | Summer Isles              |
| Taransay                  | Hébrides extérieures      |
| Tarner                    | Hébrides intérieures      |
| Texa                      | Hébrides intérieures      |
| Thieves Holm              | Orcades                   |
| Torsa                     | Slate Islands             |
| Îles Ulva                 | Hébrides intérieures      |
| Urie Lingey               | Shetland                  |
| Uyea                      | Shetland                  |
| Uynarey                   | Shetland                  |
| Vacsay                    | Hébrides extérieures      |
| Vallay                    | Hébrides extérieures      |
| Vementry                  | Shetland                  |
| Vuia Beag                 | Hébrides extérieures      |
| Vuia Mòr                  | Hébrides extérieures      |
| West Linga                | Shetland                  |
| Wiay                      | Hébrides intérieures      |
| Wiay                      | Hébrides extérieures      |

Rockall est un petit îlot rocheux isolé dans l'Atlantique Nord situé à plus de 300 km de toute terre écossaise est une dépendance de l'Écosse en vertu du Rockall Act de 1972. Mais ce rattachement est contesté par la république d'Irlande, le Danemark et l'Islande.